# County
County er en engelsk betegnelse for sub-regional administrativ inddeling i enheder med et nationalt defineret grad af selvstyre samt politisk, administrativt og økonomisk råderum. Kategorien er vidtspændende fra historiske grevskaber ("count" er engelsk for greve) i England og Wales til det engelske ord for de tidligere danske amter.
Betegnelsen stammer fra middelalderen, hvor et grevskab var et landområde, som var under jurisdiktion af en greve. Betydningen er siden gå hen til at være en geografisk administrationsenhed, en mellemting af en stor delstat eller provins, og et mindre byområde, kommune eller distrikt. Den administrative anvendelse og fastsættelse af et county og dets grænser afviger i mange tilfælde betydeligt fra de oprindelige grevskabers areal.
Et county er typisk ansvarlig for føring af registre, valgstyrelse og retslig administration samt lokale folkeskoler, sundhedsopgaver, social-, børne- og ældreforsorg, m.m.

## Irland
Republikken Irland er inddelt i 26 traditionelle counties, hvoraf de fleste er sammenfaldende med den moderne administrative inddeling som styres af 29 county councils og 5 med disse ligestillede city councils. Den irske county-inddeling blev oprindelig foretaget af det engelske styre i 1100- og 1200-tallet og havde til formål at tilpasse den irske administrative struktur til den engelske. Nordirland inddeles traditionelt i 6 counties hvis funktion dog blev afskaffet ved en administrativ reform i 1973.

## USA
I USA er næsten alle delstater inddelt i counties. Det mindst folkerige county har et indbyggertal som blev estimeret til 86 (i 2019) - Kalawao County.